# 이와키리역
이와키리역(일본어: 岩切駅)은 일본 미야기현 센다이시 미야기노구에 있는 동일본 여객철도 도호쿠 본선의 역이다. 섬식 승강장 2면 4선의 구조를 지닌 지상역이며, 리후에 이르는 지선이 분기하고 있다.

## 타는 곳
| 1 | ■ 리후 지선   |        | 리후 방면                           |                         |
| 2 | ■ 도호쿠 본선 | (상행) | 센다이 방면                         | (리후 지선 부터의 전차) |
| 3 | ■ 도호쿠 본선 | (하행) | 마쓰시마 · 고고타 · 이치노세키 방면 |                         |
| 4 | ■ 도호쿠 본선 | (상행) | 센다이 방면                         |                         |

## 이용 현황
| 연도     | 하루 평균 승차 인원 | 연도     | 하루 평균 승차 인원 |
| 2000년도 | 3,253               | 2006년도 | 3,811               |
| 2001년도 | 3,214               | 2007년도 | 4,035               |
| 2002년도 | 3,277               | 2008년도 | 4,094               |
| 2003년도 | 3,361               | 2009년도 | 4,119               |
| 2004년도 | 3,446               | 2010년도 | 3,984               |
| 2005년도 | 3,602               |          |                     |
| -------- | ------------------- | -------- | ------------------- |

## 역 주변
- 센다이 시청 이와키리 행정 서비스센터
- 이와키리 시민센터
- 센다이 이와키리 라이온스 클럽
- 이와키리 병원
- 시치주시치 은행 · JA 이와키리 지점
- 미야기 보육소

## 인접 정차역
| 도호쿠 본선              | 도호쿠 본선               | 도호쿠 본선                |
| ------------------------ | ------------------------- | -------------------------- |
| 히가시센다이 센다이 방면 | ■ 도호쿠 본선             | 리쿠젠산노 이치노세키 방면 |
| 시·종착역                | ■ 도호쿠 본선 (리후 지선) | 신리후 리후 방면           |